# Sébastien Quintallet
Sébastien Quintallet, né le 25 mars 1977 à Montbard, est un joueur puis entraîneur français de handball évoluant au poste de demi-centre. Il est le fils d'Alain Quintallet, ex-préparateur physique de l'équipe de France masculine.

## Biographie
Avant de rejoindre les rangs professionnels, Sébastien Quintallet a joué chez les jeunes à Dijon.
Après 5 saisons à l'US Créteil, il prend en mars 2007 la direction de l'Espagne et du CD Bidasoa Irun avant de rentrer en France au SMV Porte Normande en à l'été 2007.
En septembre 2014, il commence une nouvelle carrière en devenant entraîneur de l'équipe de Proligue du Pontault-Combault Handball. En 2018, il est nommé entraîneur de l'US Ivry.
En janvier 2024, il prend les rênes du Caen Handball avec pour objectif de sortir le club caennais de la crise, alors dernier de Proligue.

## Palmarès

### Joueur
- 2e du Championnat de France D1 en 2004 avec Créteil
- Finaliste de la Coupe de France en 2003 avec Créteil
- Vainqueur de la Coupe de la Ligue (1) : 2003 avec Créteil
  - Finaliste en 2004 avec Créteil

### Entraîneur
- Vainqueur des Barrages d'accession du Championnat de France de D2 2017-2018